# Piešťany
Piešťany (en alemán, Pistyan; en húngaro, Pöstyény) es una ciudad de Eslovaquia. Tiene una población estimada, a inicios de 2022, de 27 307 habitantes.
Es la mayor y más famosa ciudad balneario del país.

## Geografía
La localidad está ubicada en la parte occidental de Eslovaquia, en el valle del río Váh, a una altitud de 160 m sobre el nivel del mar. Tiene un clima templado y soleado.

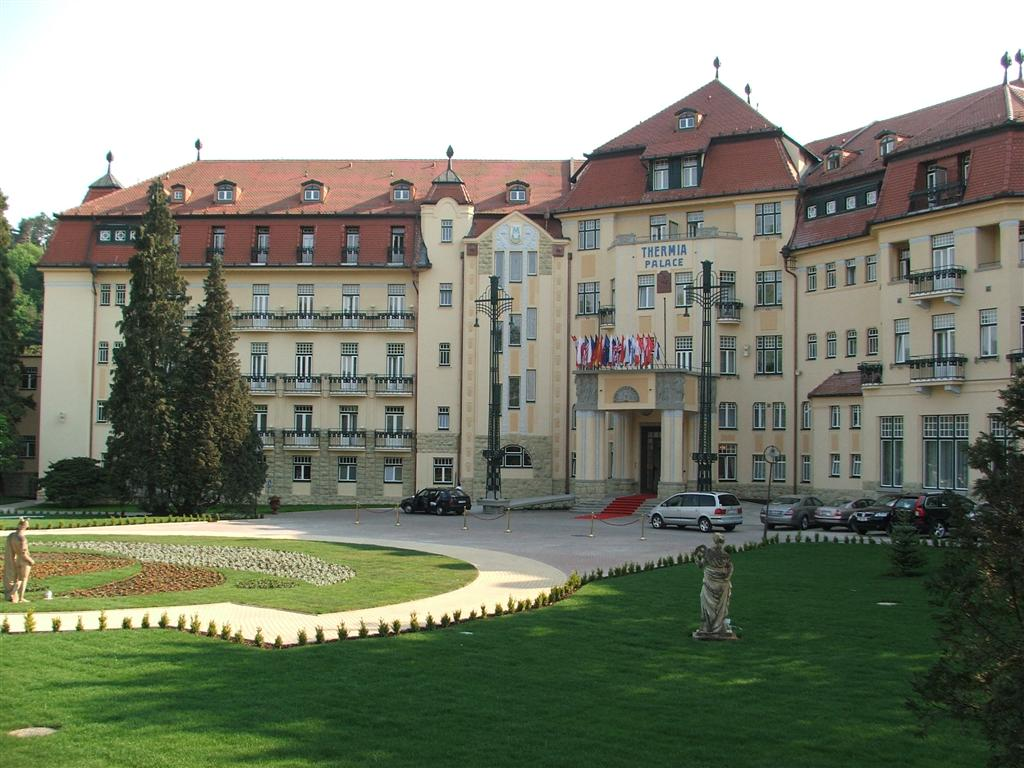
Hotel Thermia Palace, edificio protegido de Eslovaquia

La mayor parte de la ciudad está situada en la orilla derecha del río. En el sur de la ciudad se encuentra la reserva de agua de Sĺňava, creado por una presa en el río Váh. El canal artificial Biskupický y la rama principal del río se unen en la ciudad. Otra rama corta del río crea una isla.
En el valle de Váh se desarrolla principalmente la actividad agrícola. Los productos principales son los cereales, la remolacha azucarera, la alimentación animal y la carne de cerdo.
Piešťany está situada 75 km al noreste de Bratislava, la capital de Eslovaquia, y a 30 km al noreste de la capital regional Trnava. Aguas arriba de Piešťany a lo largo del río Váh se encuentran las ciudades de Nové Mesto nad Váhom (19 km al norte) y Trenčín (40 km al noreste). La ciudad de Hlohovec se encuentra 17 km río abajo. 
Por la ciudad pasa la autopista D1, que va de Bratislava a Žilina con conexiones a Viena y a Brno. La ruta ferroviaria principal de Bratislava a Žilina y a Košice también atraviesa la ciudad. La localidad tiene un aeropuerto, usado sobre todo para vuelos charter internacionales para clientes de los spas (10 000 pasajeros en 2007). En el municipio funciona un sistema local de transporte público con once rutas de autobús (2008).

## Balneario de Piešťany
El balneario de Piešťany tiene una capacidad de 2000 camas y acoge a más de 40 000 pacientes al año. Más del 60 % de los clientes son extranjeros (sobre todo de Alemania, la República Checa, Israel y Austria). Se especializa en el tratamiento de enfermedades reumáticas y artríticas crónicas y en lesiones de articulaciones y huesos después de accidentes. 
Está ubicado principalmente en la Isla Balneario, entre las dos ramas del río Váh, en el sitio de varias fuentes termales con temperaturas de 67-69 °C. El agua se origina de una rotura tectónica a 2000 m de profundidad. El agua sulfato-carbonatada que surge de los manantiales se utiliza en piscinas y tinas. El lodo sulfuroso extraído del lecho de un canal lateral del río también se utiliza para el tratamiento en forma de piscinas termales de fango a una temperatura de 39 °C y para paquetes de tratamientos parciales o completos del cuerpo. El agua de los manantiales y la terapia del fango se complementa con electroterapia, ejercicio, masajes, medicaciones y dieta.
El spa es operado por la empresa Slovenské liečebné kúpele. La empresa fue comprada en 2002 por la cadena húngara Danubius Hotels Group, que opera bajo la marca Ensana desde 2019.

## Demografía
| Año        | 1994   | 2004    | 2014    | 2024    |
| ---------- | ------ | ------- | ------- | ------- |
| Población  | 32 970 | 29 957  | 27 998  | 26 379  |
| Diferencia |        | −9,13 % | −6,53 % | −5,78 % |

| Año        | 2023   | 2024    |
| ---------- | ------ | ------- |
| Población  | 26 668 | 26 379  |
| Diferencia |        | −1,08 % |

De acuerdo con el censo de 2001, la ciudad tenía 30 306 habitantes. El 96.30 % de los habitantes eran eslovacos, 1.69 % checos y el 0.27% húngaros. La distribución religiosa era: 72.65 % cristianos católicos, 16,71 % de las personas sin afiliación religiosa y 5,96 % luteranos.

## Economía
Uno de los empleadores importantes de la ciudad durante la era comunista fue el fabricante checoslovaco de productos electrónicos Tesla Piešťany. Cerró en 1991 y en 1998 sus fábricas fueron adquiridas por ON Semiconductor, una antigua subsidiaria de Motorola. Al día de hoy se mantiene un pequeño centro de atención al cliente en la ciudad. Delipro s.r.o., una empresa dedicada a manufacturar cristales de cuarzo fundada en 1993, es otra compañía que sigue el legado de la fabricación de productos electrónicos en la región.
Otros empleadores importantes en la ciudad incluyen la sede eslovaca de la compañía de servicios financieros Home Credit Slovakia. 
Technický skúšobný ústav Piešťany es un organismo independiente de certificación, prueba e inspección para la evaluación del cumplimiento de los estándares de calidad de maquinaria y productos de construcción, así como de bienes de consumo. Históricamente, Technický skúšobný ústav Piešťany ha sido uno de los organismos de testeo más grandes de Eslovaquia.

## Cultura
En la temporada turística de verano, la ciudad es sede de varios eventos culturales. Un festival de música clásica anual tiene lugar en la Casa de Artes Piešťany desde 1955. Este lugar, con un aforo de 622 personas, también ofrece otros conciertos y espectáculos teatrales.
Country Lodenica es un festival de música folk y country que se realiza desde 1999. Se lleva a cabo al sur de la ciudad, en las orillas del embalse de agua Slnava.
Entre 1967 y 1993 la ciudad fue el escenario de una exposición anual de escultura. Esta tradición fue renovada en 2005 y 2008.
Piešťany cuenta con varios museos. El Museo Balneológico se centra en la arqueología, la historia y la etnografía de la región, así como en la historia de los balnearios de Eslovaquia en general. Fue inaugurado en 1933. Otro pequeño museo conmemora la vida del poeta eslovaco Ivan Krasko, que vivió en Piešťany de 1945 a 1958. Por último, un nuevo museo en el aeropuerto exhibe una colección relacionada con la historia militar de Eslovaquia.

## Ciudades hermanadas
Piešťany está hermanada con:
- Budapest (Hungría)
- Eilat (Israel) (desde 2006)[4]

- Hajdúnánás (Hungría)
- Heinola (Finlandia)
- Luhačovice (República Checa)
- Montevago (Italia)
- Poděbrady (República Checa)
- Ustroń (Polonia)
- Varaždinske Toplice (Croacia)